# Riksteatern
Riksteatern — крупнейший гастролирующий государственный театр Швеции; театр имеет государственную поддержку и королевское покровительство (Nationalscen).

## История и деятельность
Riksteatern был основан в 1933 году по инициативе шведского министра образования Артура Энгберга, мотивом его создания было: «Не только население столицы обладает правом наслаждаться первоклассным театральным искусством. Остальная часть нации разумно может иметь аналогичные претензии.» (швед. «Det är icke blott huvudstadens befolkning som har berättigat anspråk på att komma i åtnjutande av förstklassig teaterkonst. Nationen i övrigt kan med skäl resa liknande anspråk».
Оскар Бьёркман (Oscar Björkman) и ещё двадцать один член сформировали в этом же году в Болльнесе ассоциацию Riksteaterföreningar, которая распространилась по всей стране. В 1940—1950 годах выступления Riksteatern часто давались в общедоступных местах, включая общественные парки, но постепенно свои представления они стали показывать в современных залах, как художественных, так и общественных. Riksteatern, как правило, не выступает в городах, где есть свои постоянные театры и труппы, в первую очередь он предназначен для удовлетворения культурных потребностей в других населённых пунктах.
В настоящее время Riksteatern гастролирует по всей Швеции, а движение Riksteaterrörelsen ежегодно способствует охвату аудитории почти в один миллион человек. Операционное управление Riksteatern находится в Халлунда-Норсборге в коммуне Ботчюрка, к юго-западу от Стокгольма. Высшим исполнительным органом театра является Riksteaterkongressen. Генеральный директор театра — Магнус Аспегрен — вступил в должность в 2014 году, сменив на этом посту Биргитту Энглин. Председателя правления Riksteatern назначает шведское правительство; с 2015 года им является Берит Хёгман, член Риксдага — шведского парламента.
В 1970-е годы театр работал над децентрализацией для более тесного закрепления в стране, создав региональные ансамбли в Эребру, Вестеросе, Векшё, Шеллефтео и Блекинге. На протяжении многих лет он диверсифицировал свою деятельность. В 1960—1980 годах подразделением Riksteatern стали балеты Cramérbaletten и Cullbergbaletten. В 1972 году театру был передан стокгольмский Södra Teatern, который стал основным приглашенным театром для зарубежных выступлений в Скандинавском регионе, а Riksteatern в это же время расширил свою деятельность, включив в себя мультикультурную перспективу с молодёжными направлениями, такими как уличные танцы и рэп. В 1999 году Ларсом Нуреном, ведущим современным драматургом Швеции, была основана Riks Drama — этот театр стал известен своим сотрудничеством с заключенными Шведской службой тюрем и пробации. С 1977 года национальный театр Riksteatern Crea (ранее Tyst teater) выступает для людей с нарушением слуха, давая театральные представления на языке жестов. Riksteatern имеет обширные выступления за рубежом, тесно сотрудничает с девятью театрами Финляндии.

Театральные программки Riksteatern
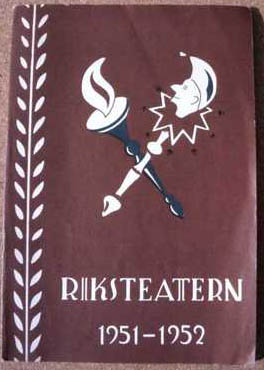
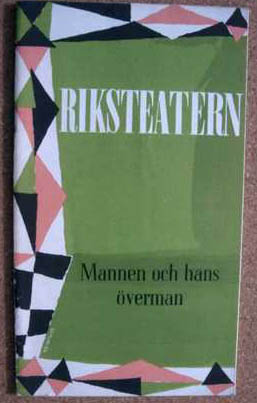
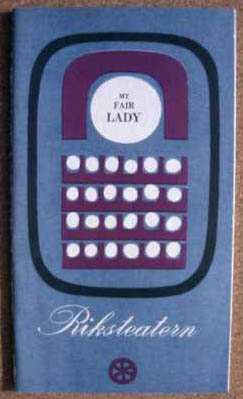